# 旭ヶ丘駅 (北海道)

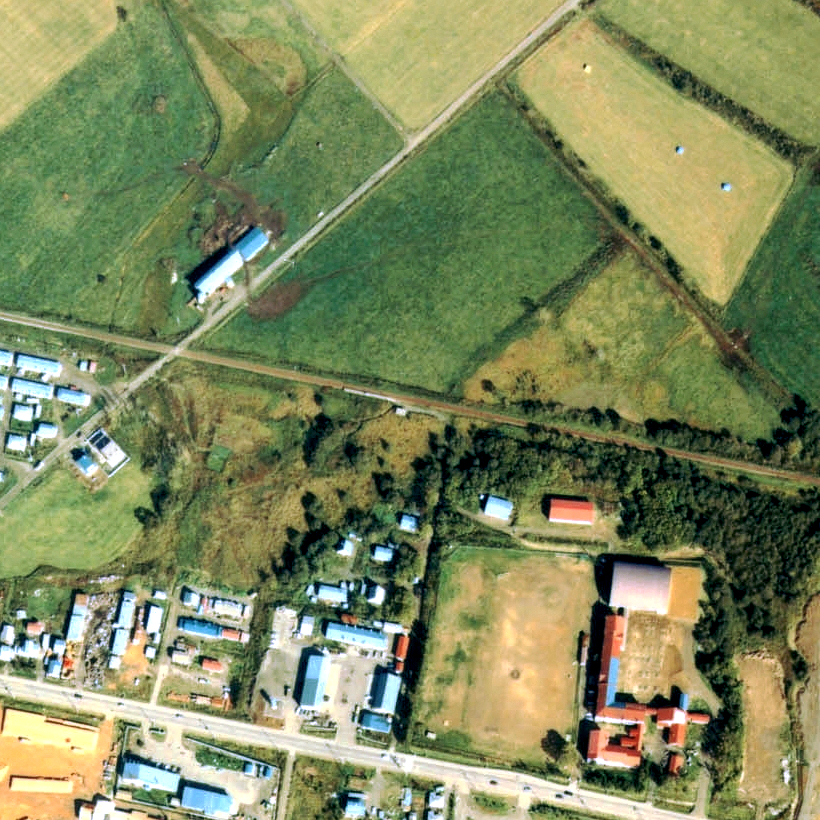
1978年の旭丘仮乗降場と周囲約500m範囲。右が紋別方面。ホーム前に待合室を持つ。

旭ヶ丘駅（あさひがおかえき）は、北海道紋別郡興部町字興部にかつて設置されていた、北海道旅客鉄道（JR北海道）名寄本線の鉄道駅（廃駅）である。名寄本線の廃線に伴い、1989年（平成元年）5月1日に廃駅となった。

## 歴史
- 1956年（昭和31年）9月1日 - 日本国有鉄道（国鉄）名寄本線の秋里仮乗降場（あきさとかりじょうこうじょう）として新設[1][2]。
- 1959年（昭和34年）11月1日 - 移設（興部駅から実キロ3.6km → 同1.3km）[1][3]。旭丘仮乗降場（あさひおかかりじょうこうじょう）に改称[1]。
- 1980年頃? - 旭ヶ丘仮乗降場に改称[1]。
- 1987年（昭和62年）4月1日 - 国鉄分割民営化により、JR北海道に継承[1]。同時に駅に昇格し、旭ヶ丘駅となる[1]。
- 1989年（平成元年）5月1日 - 名寄本線の全線廃止に伴い、廃駅となる[1]。

## 駅の構造
廃止時点で、単式ホーム1面1線を有する無人駅であった。
旭丘仮乗降場時代、通学時間帯に興浜南線雄武駅発、当乗降場止まりの普通列車が発着していた時期があった。

## 駅周辺
- 北海道興部高等学校
- 国道238号
- 北紋バス「興部高校前」停留所

## 駅跡
- ホームや線路は撤去され、現在、駅跡は空き地になっている。

## 隣の駅
北海道旅客鉄道
名寄本線
興部駅 - 旭ヶ丘駅 - 豊野駅